# جورج دبليو. ديكر
جورج دبليو. ديكر (بالإنجليزية: George W. Decker)‏ هو موسيقي أمريكي، ولد في 6 نوفمبر 1938، وتوفي في 4 أبريل 2014.